# Laurentius Scipio
Laurentius Scipio SOCist (latinisiert: scipio = Stab, eigentlich Laurenz Knittel, * 11. November 1611 in Oberlangenau/Grafschaft Glatz; † 26. September 1691 in Ossegg, Leitmeritzer Kreis, Königreich Böhmen) war ein Abt des Zisterzienserklosters Ossegg in Nordböhmen.

## Leben
Nachdem der Abt und Generalvikar der böhmischen Ordensprovinz Johann Greifenfels von Pilsenburg am 8. März 1650 gestorben war, wählte der Konvent in Königsaal den Ossegger Professen Laurenz Knittel, genannt Scipio, am 18. März 1650 zum Abt von Ossegg. Drei Tage später wurde er durch den Hohenfurter Abt Georg Wendschug in Ossegg eingeführt. 41 Jahre lang stand Scipio dem Kloster als Abt vor. In dieser Zeit hat er aus einem daniederliegenden Kloster und mit Hilfe weniger Mitbrüder den Grundstein für die Barockisierung des Klosters unter seinem Nachfolger Benedikt Litwerig gelegt.
Seine letzten Lebensjahre verbrachte Abt Scipio vermutlich in Krankheit. Nach Macek erlitt er schon 1673 einen Schlaganfall. In seinem Tagebuch gibt es dafür jedoch keine Hinweise. Erst im Jahr 1682 endeten seine Aufzeichnungen ohne erkennbaren Grund. Der letzte Eintrag in seinem Tagebuch stammt vom 2. Februar 1682 und enthält keinen Hinweis auf den Grund des Abbruchs. Laurentius Scipio starb am 26. September 1691. Sein Nachfolger Benedikt Litwerig stand Scipio in Sachen Tatendrang in nichts nach. Unter seinem Abbatiat erhielt das Kloster weitgehend seine heutige Gestalt.

## Zitat
Zum Zustand des Ossegger Klosters um 1650 schrieb der Ossegger Mönch Dominik Schiel im Jahr 1920:

„...denn was fand der neue Abt [Laurentius Scipio] vor? Kahle Mauern, einige wenige Wohnräume unter Ruinen, die Einrichtungsgegenstände verbrannt, die Kirchengeräte verschleppt, die Güter verpfändet, eine Kirche, von der nur die Umfassungsmauern standen und zu alledem nicht mehr als drei Mitbrüder, die sich seiner Leitung anvertrauten.“